# Minerva Montero Pérez
Minerva Montero Pérez (Las Palmas de Gran Canaria, 26 de junio de 1976) es una deportista española que compitió en lucha libre. Ganó una medalla de bronce en el Campeonato Mundial de Lucha de 2006, en la categoría de 55 kg.

## Palmarés internacional
| Campeonato Mundial | Campeonato Mundial | Campeonato Mundial | Campeonato Mundial |
| Año                | Lugar              | Medalla            | Categoría          |
| ------------------ | ------------------ | ------------------ | ------------------ |
| 2006               | Cantón (China)     | Medalla de bronce  | 55 kg              |